# 团叶槲蕨
团叶槲蕨（学名：Drynaria bonii）为槲蕨科槲蕨属下的一个种。